# Keep Calm and Carry On

"Keep Calm and Carry On" のポスター

Keep Calm and Carry On （キープ・カーム・アンド・キャリー・オン、平静を保ち、普段の生活を続けよ）とは、イギリス政府が第二次世界大戦の直前に、開戦した場合のパニックや戦局が悪化した場合の混乱に備えて作成した、国民の士気を維持するための宣伝ポスターである。限られた数しか用いられなかったため、大戦当時はほとんど知られることがなかった。
このポスターは2000年に再発見され反響を呼び、多くの民間企業からポスターが発行された。小物や衣服の装飾モチーフとしても用いられるようになった。テレビの鑑定番組のアンティークス・ロードショーで、ロイヤル・オブザーバー・コー（イギリスの民間防衛組織）の一員だった人物の娘が20枚のポスターを持ち込むまでは、政府が保管しているものを除けば2枚が残存しているだけだった。

## 歴史
"Keep Calm and Carry On" は、1939年、来るべきナチス・ドイツとの大戦でパニックが起こるのを防ぐため、イギリスの情報省によって作成されたポスターである。250万枚のポスターが印刷されたが、結局わずかな数しか配布されず、国民の目にほとんど触れることがなかった。
ナチス・ドイツとの緊張が高まりつつあった1939年春から、"Keep Calm and Carry On" を含む一連のポスターが情報省によって企画された。ドイツとの戦争が勃発すれば、数時間以内にイギリスの大都市に対する空襲や毒ガス攻撃が行われると当時は予想されていた。イギリス国内が大パニックに陥り国民が戦意喪失することを防ぐため、強いメッセージを発するポスターをあらゆる場所に掲示して国民の士気の維持と強化を図ることが、これらのポスターの企画意図であった。このポスターのシリーズは3部作であり、"Keep Calm and Carry On" 以外には、 "Freedom Is In Peril. Defend It With All Your Might" （40万枚が印刷された。訳：自由は危機に瀕している。全力で防衛せよ。）と "Your Courage, Your Cheerfulness, Your Resolution Will Bring Us Victory" （80万枚が印刷された。訳：あなたの勇気、元気、決意が勝利をもたらす。）の2つがあった。この2作は第二次世界大戦勃発後に実際に掲示され、"Your Courage" のポスターが戦時下でもっとも有名だった。
これらのポスターは同じ趣向が凝らされた。情報省は、町の雑多なポスターの中でこれらのポスターがはっきりと際立ち、強い心理的印象を与えるよう、フォント・配色・スローガンの文面などを考慮した。ユニークで認識しやすいレタリングを用い、上部には国王と国家の象徴であるチューダー・クラウンの画像が配され、人々に国王からのメッセージを伝えるようにデザインされた。
ポスターの本格的なデザインは1939年6月27日から7月6日にかけて行われた。6月26日には情報省と大蔵省との会議が、27日には情報省と王立印刷局（His Majesty's Stationery Office）との会議が行われ、デザインの準備が始まった。7月6日にはラフデザインが仕上がり、ポスター案の中から3種類が最終的に選ばれ、8月4日に内務大臣によって決裁され、8月23日から印刷が開始された。
ポーランド侵攻が起こり、9月3日にはドイツとイギリスは戦争状態に入ったが、ポスターの印刷はまだ続いていた。"Keep Calm and Carry On" は最も多い枚数が印刷されたが、即座に街頭に掲示されることはなかった。このポスターは、大空襲やドイツ軍のイギリス本土上陸など最も重大な危機のために温存されることになっていたとしばしば言われるが、最初からそう決まっていたわけではなかった。ポスターは掲示に向けて各地の施設に送付されていたが、宣戦布告直後にドイツ軍の大空襲が始まるという予測は外れ、ポスターの出番はなかった。宣戦したにもかかわらずイギリスとドイツの武力衝突がなかなか始まらないことから（まやかし戦争）、国民の心理も混乱というより退屈しているという調査結果も示され、とりあえず深刻な大空襲が始まって戦意喪失の危機に陥るまでポスターは保管されることとなった。"Keep Calm and Carry On" 以外の2種類のポスターの掲示が始められたが、政府や国民やメディアの間には、大きな政府予算を投じたこれらのポスターの文言に対する批判が起こり（「あなたがた庶民の勇気、元気、決意が、王冠に代表されるわれわれ上級階級に勝利をもたらす」という風に深読みしてしまう人が多かった）、心理的効果に対する疑問も呈された。結局1940年4月には、保管されていた250万枚のポスターは廃棄され、パルプにされ再生紙の原料となった。この後に起こった「バトル・オブ・ブリテン」や「ザ・ブリッツ（ロンドン空襲）」と言った国家的危機の際にもこのポスターが活用されることはなかった。

## 再発見と商品化

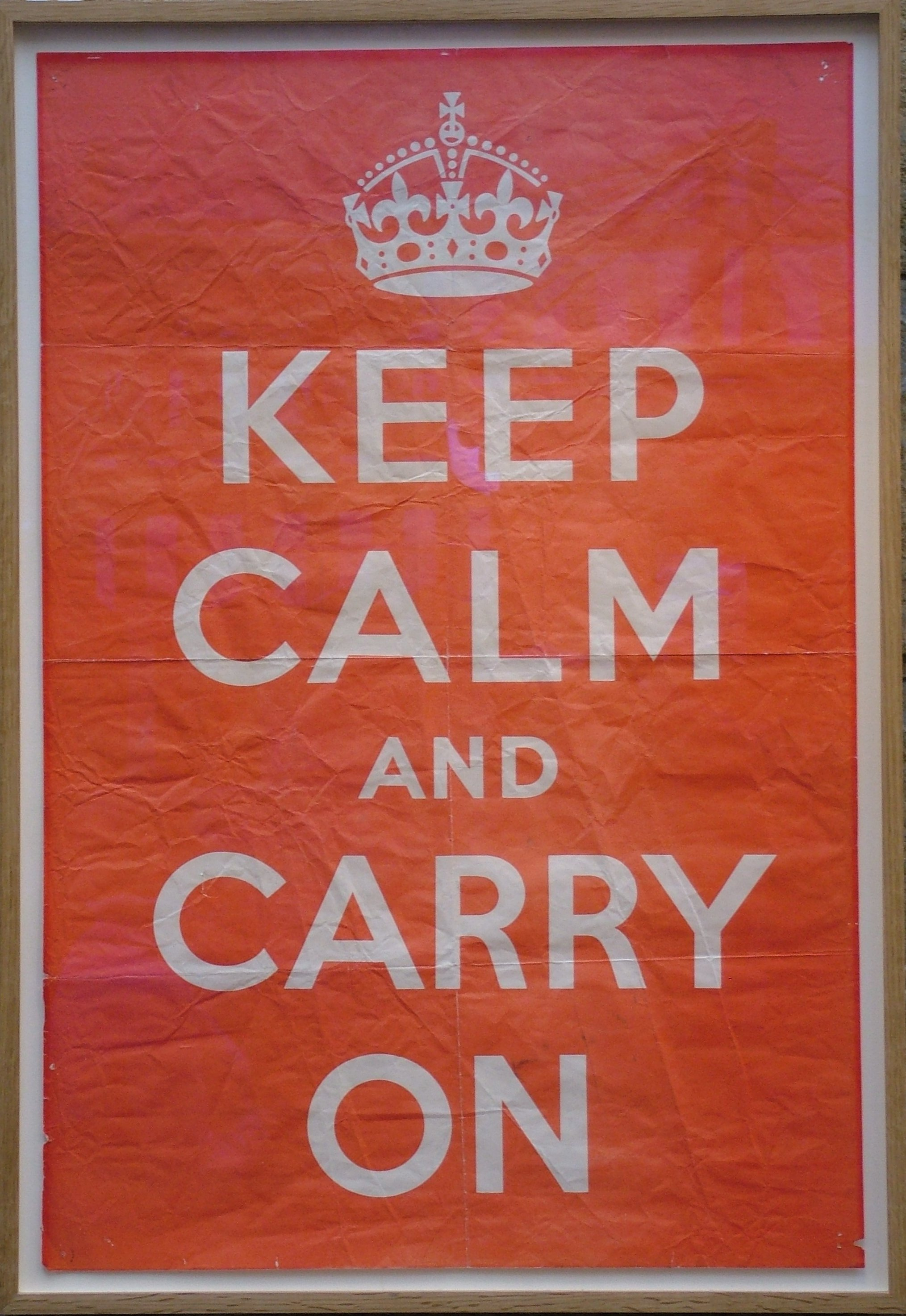
バーター・ブックスに展示されている、2000年に再発見されたポスター

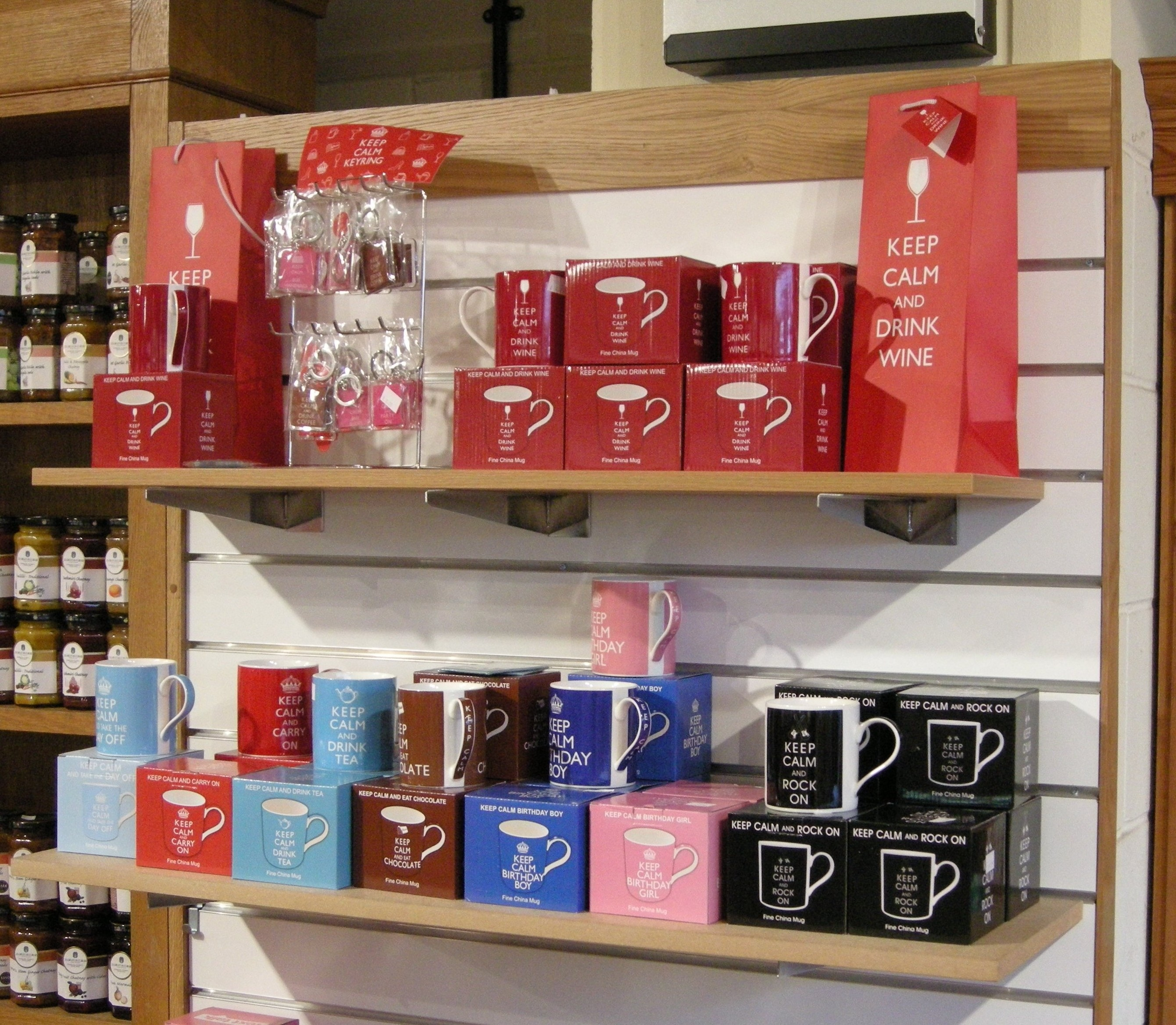
「Keep Calm」関連商品（2013年）

2000年、ノーサンバーランドのアニックにある古書店のバーター・ブックスで、オークションで落札した書籍の箱の中から "Keep Calm and Carry On" の大きなポスターが再発見された。イギリス政府によって作成されてから50年以上経過していたため、王冠の著作権は消滅しており、パブリックドメインの状態にある。店がこのポスターを額に入れて壁にかけたところ、客からの反響が大きく、店では販売する代わりに複製を売り始めた。2005年頃からメディアに取り上げられて社会現象が起こり、このポスターを複製販売する業者が増えたほか、このポスターの柄をあしらった衣服、マグカップ、ドアマット、その他さまざまな商品が発売され、パロディの題材（例えば、王冠を上下逆にして「Now Panic and Freak Out （パニックを起こして大騒ぎしろ）」と書かれている）にもなった。
このポスターが流行した原因は、「イギリスの気質と光景に対する郷愁」にあるとエコノミストのコラムで指摘されている。それによると、このポスターは「爆弾が降る中でも勇気と不屈の意思を秘め、紅茶を入れていたというイギリスの伝説的イメージを直接刺激するものだ」としている。このメッセージは、2000年代後期の世界金融危機や、イギリスの病院で非公式なモットーとして用いられた。ポスターの画像を使った商品はアメリカの金融機関や広告業者によって大量に注文され、またドイツでも有名である。